# Hypsoides perroti
Hypsoides perroti är en fjärilsart som beskrevs av Charles Oberthür. Hypsoides perroti ingår i släktet Hypsoides och familjen tandspinnare. Inga underarter finns listade i Catalogue of Life.